# عين عيسى
عين عيسى مدينة و ناحية إدارية في منطقة تل أبيض بمحافظة الرقة في سوريا. تبعد حوالي 55 كم عن مدينة الرقة باتجاه الشمال الغربي وإداريا تعتبر مدينة حسب التقسيمات الإدارية في سوريا يبلغ عدد سكانها نحنو 200 الف يوجد فيها مركز صحي ومركز ثقافي ومركز للأعلاف.
فيها بلدية، أحوال مدنيه نفوس وثلاثة من الأفران احدها آلي وهناك ثلاث محطات وقود والطريق السريع حلب - الحسكة يمر من وسط المدينة مما يسبب كثير من الحوادث وهناك حوالي 15 دكتور بعيادات خاصه منهم أطفال ونسائية وعامين واسنان وحوالي ثمان صيدليات بشريه وهناك ثمان صيدليات بيطريه